# Temple protestant d'Arcachon
Le temple protestant d'Arcachon est un lieu de culte situé dans la Ville d'Hiver d'Arcachon, en Gironde. La paroisse est membre de l'Église protestante unie de France.

## Histoire
Au XIXe siècle, la bourgeoisie bordelaise protestante vient en villégiature sur le bassin d'Arcachon. En 1857, un décret impérial de Napoléon III forme la commune d'Arcachon en la séparant de La Teste-de-Buch. Cette année-là, une chapelle gothique consacrée à Sainte-Cécile est édifiée par des particuliers boulevard de la plage (actuelle rue Claude-Bouscau). Mais l’Église catholique refuse d'y nommer un desservant, et aucune messe n'y est célébrée. Les protestants bordelais Hovy, Couve et Hernozant achètent alors la chapelle, qui est transformé en temple et inauguré le 11 juillet 1858. Il est racheté par le Consistoire réformé de Bordeaux en 1866, et sert également pour les fidèles anglicans. Les premiers pasteurs viennent de Bordeaux (temple du Hâ), jusqu'à la nomination d'un pasteur en 1882. Le temple est restauré en 1906. Le portail comporte alors un bas-relief d'une Bible ouverte, symbole traditionnel des églises réformées.
En 1866, le jeune révérend Irlandais Samuel Radcliffe (1838-1913) vient soigner une pneumonie à Arcachon. Il y devient aumônier de la « colonie » anglaise. Les célébrations ont lieu dans le temple réformé. En 1878, grâce au financement de la Colonial and Continental Church Society de Londres, il fait construire une chapelle anglicane sur la promenade des Anglais, place Palmier (renommée depuis place du Professeur-Alexander-Fleming (place des Palmiers)). Le révérend Lord John Jackson, évêque anglican de Londres, est présent à l'inauguration de cette chapelle Saint-Thomas, ainsi que le maire d’Arcachon, Adalbert Deganne. Un cimetière dans le jardin de la chapelle accueille alors les sépultures, des plaques commémoratives, et des inscriptions sur les vitraux témoignent de l'origine des fidèles. La communauté britannique diminue durant la Première Guerre mondiale, et une plaque à l'entrée fait mémoire des soldats morts. En 1941, l’église sert d’entrepôt à l’armée allemande. La chapelle est restaurée et agrandie en 1962. La table de communion est offerte par la congrégation de La Haye. Mais la communauté a quasiment disparu et la chapelle est progressivement laissée à l'abandon.
En 1974, la mairie d'Arcachon rachète la chapelle à l'église anglicane de Bordeaux et la revend à la communauté réformée. Le premier culte a lieu le 9 mars 1975, et une inauguration officielle et œcuménique a lieu le 10 août 1975. Le clocheton avec sa cloche de 1898 est remonté dans le jardin du temple.

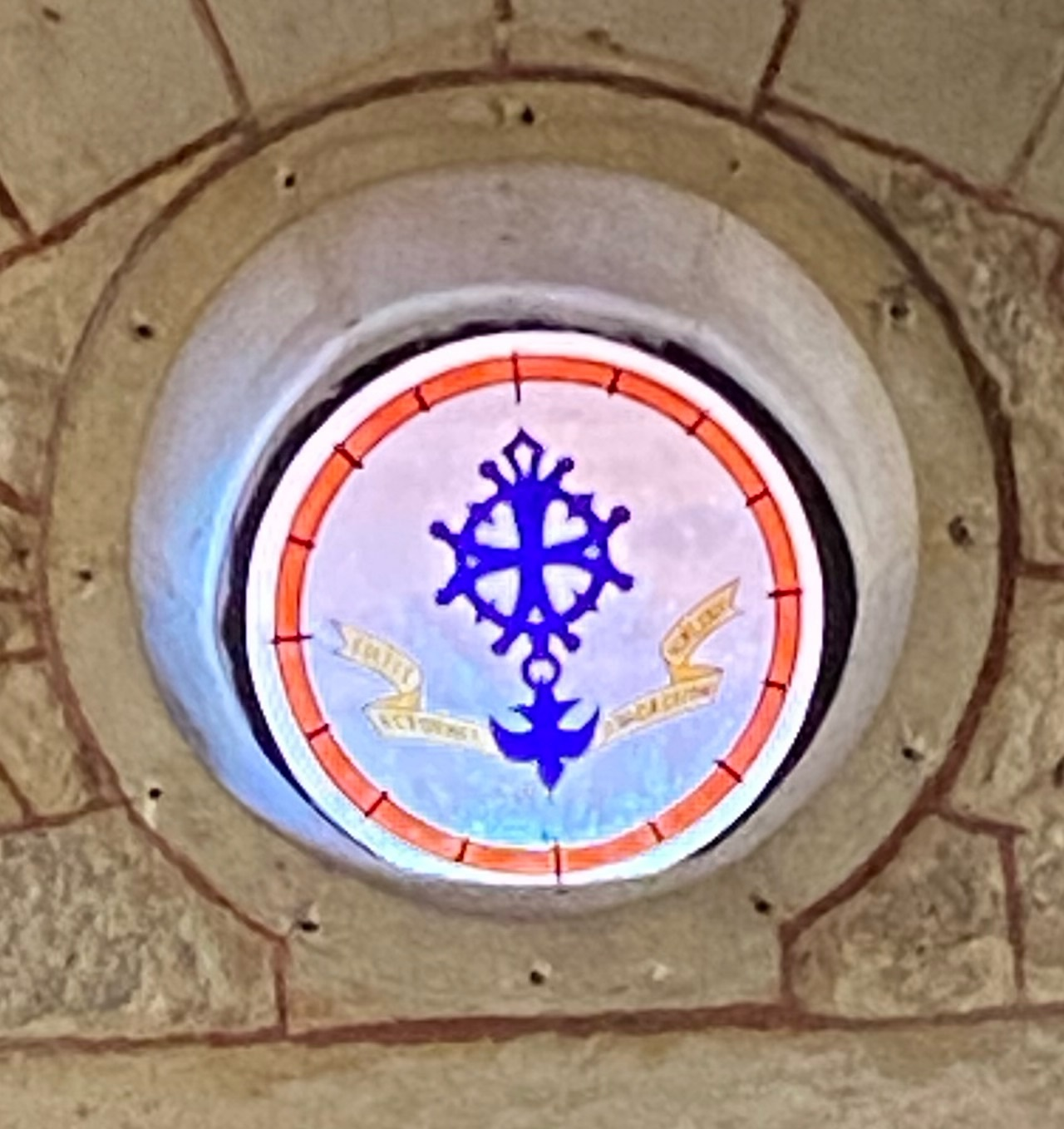
Croix huguenote.

En 1977, l'ancien temple est démoli pour ouvrir un square. L'ancienne rue du temple est rebaptisée rue Claude-Bouscau après la mort du sculpteur Claude Bouscau, né à Arcachon en 1909, fils d’ostréiculteur, et mort en 1985. En 1989, le professeur aux Beaux-Arts de Paris Philippe Hubert, sculpte pour la place centrale une œuvre, Perle de la Côte d’Argent, inspiré d'une maquette de Claude Bouscau.
À partir de 2007, le temple de la place Fleming est rénové. Les dix vitraux et la rosace sont restaurés et d'autres construits en 2015 par un maître verrier de Créon,. La paroisse du bassin d'Arcachon et du nord des landes célèbre ses cultes dans ses temples d'Arcachon, du Cap-Ferret (construit en 1963). Elle est engagée dans le dialogue interreligieux, en particulier avec la communauté de la synagogue d'Arcachon, dont le rabbin Éric-Meyer Aziz est secrétaire national de l'Amitié judéo-chrétienne de France (AJCF),.

## Architecture
L'édifice est en brique et pierres de taille, avec toiture en tuiles.
À l'intérieur, le plancher est en bois, ainsi que la charpente, visible, ce qui donne une excellente acoustique. Sur la voûte principale est écrit en papier collé « Glory to God in the Highest », extrait d'un verset de Noël dans l'Évangile selon Luc 2, 14 : « Gloire à Dieu dans les lieux très hauts, Et paix sur la terre parmi les hommes qu'il agrée ! ».
Les bancs en bois ciré sont d'époque. Dans le chœur est installée la table de communion, la chaire, un pupitre et un orgue positif installé en 1991, qui sert également pour des concerts.
Au sud, sept vitraux préraphaélites animent le chœur. Ils représentent des anges, Jésus, une vierge sage portant une lampe.

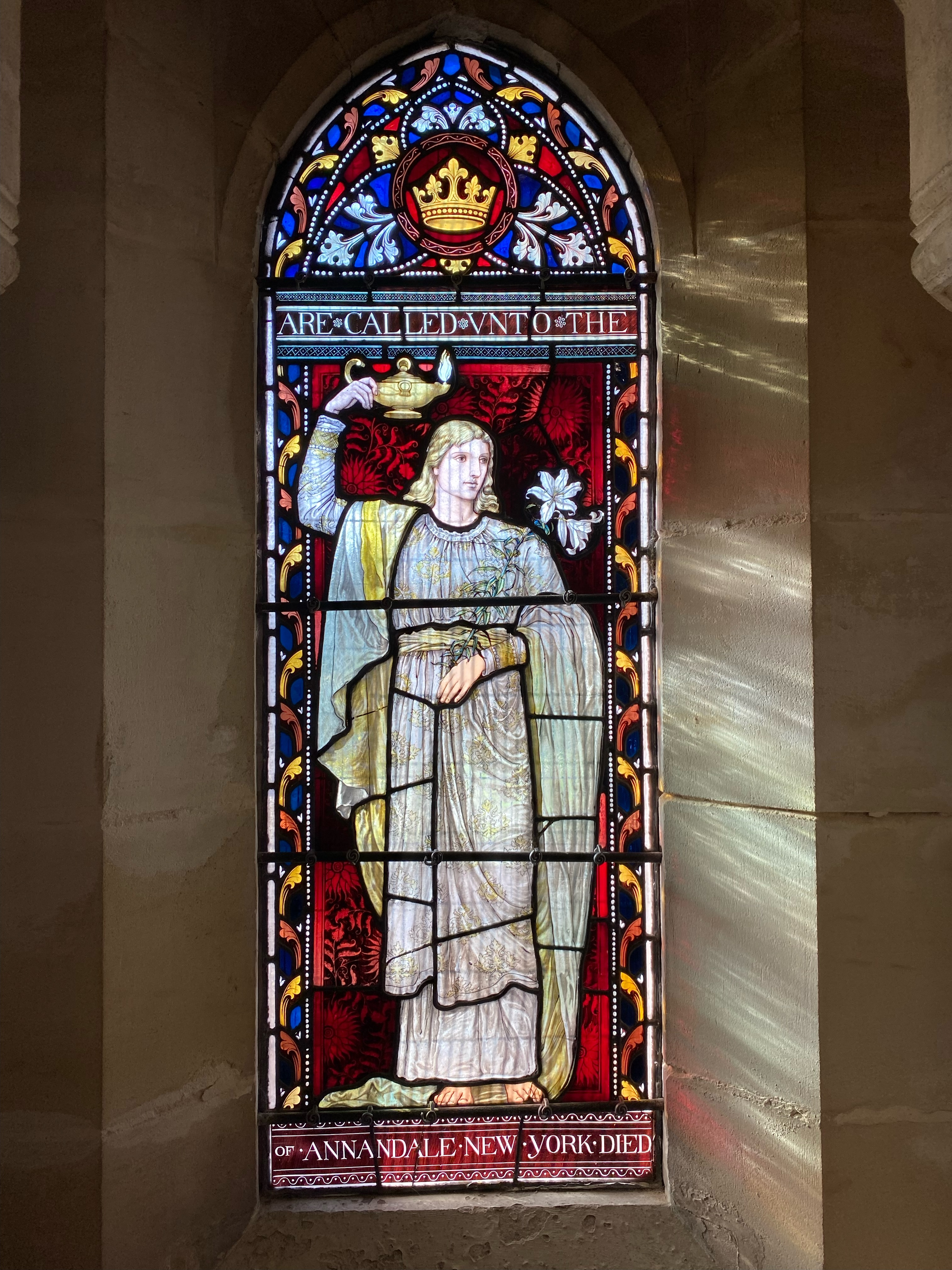
Vierge sage.
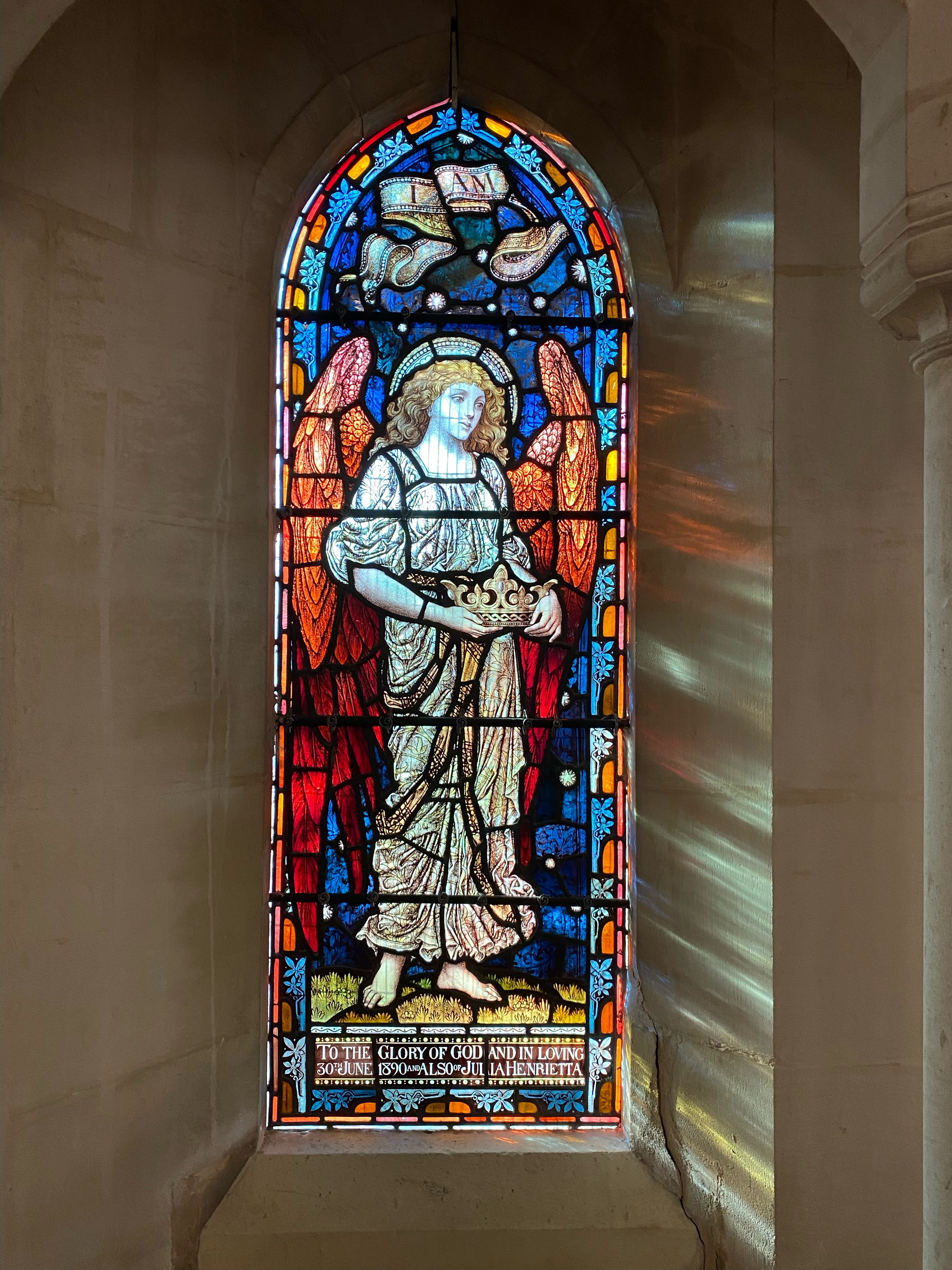
Ange.
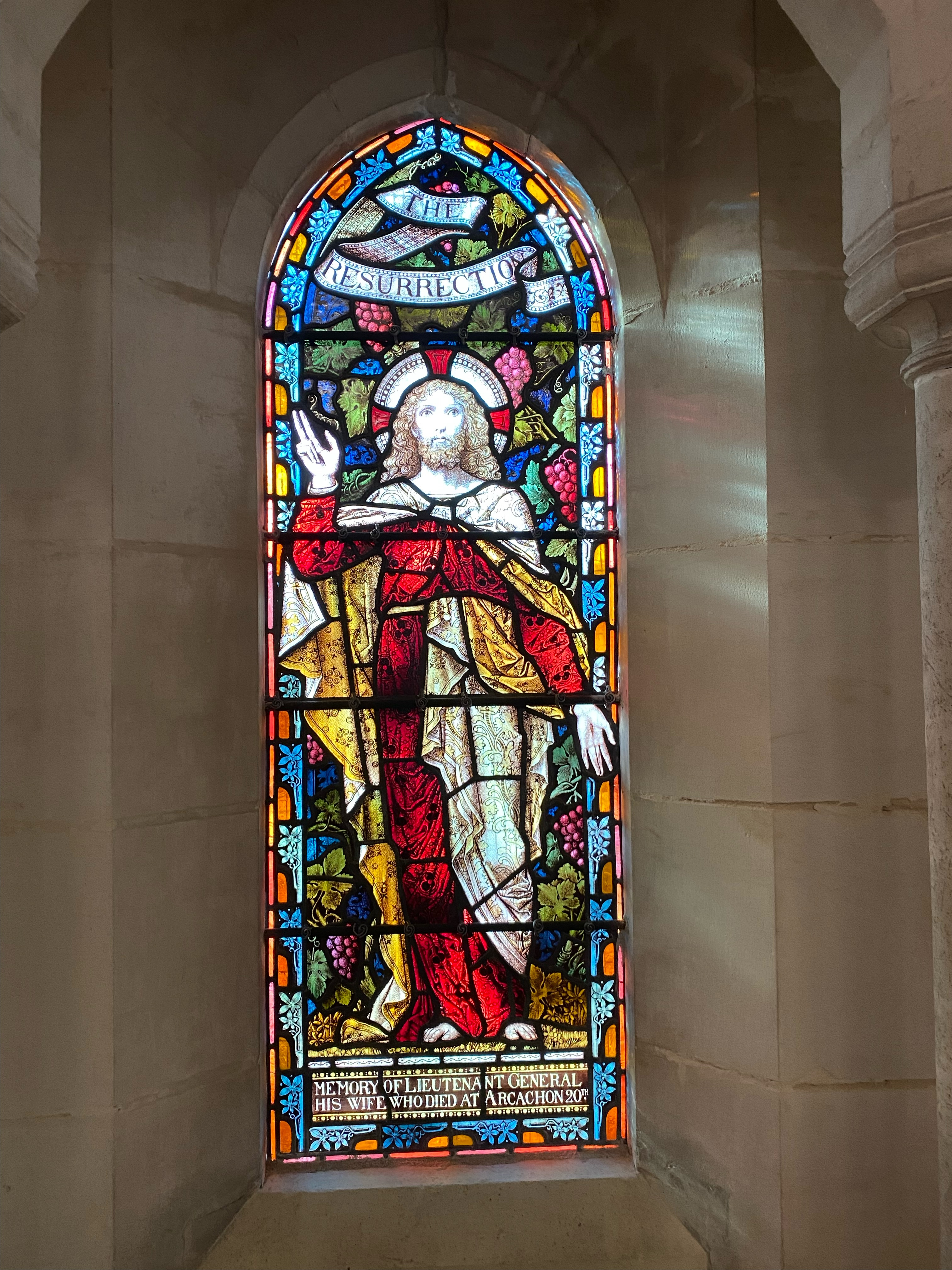
Christ ressuscité.
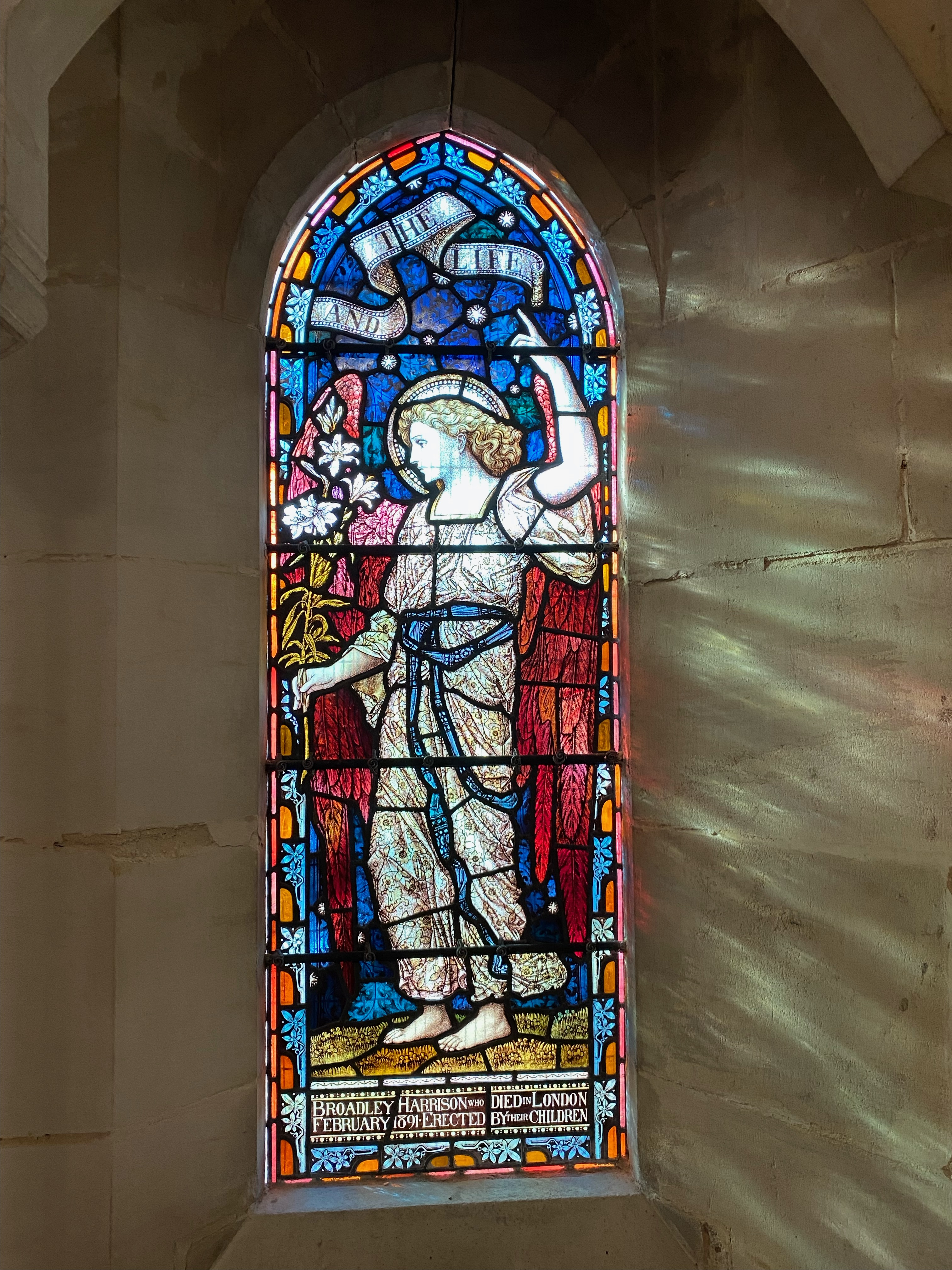
Gabriel (archange).
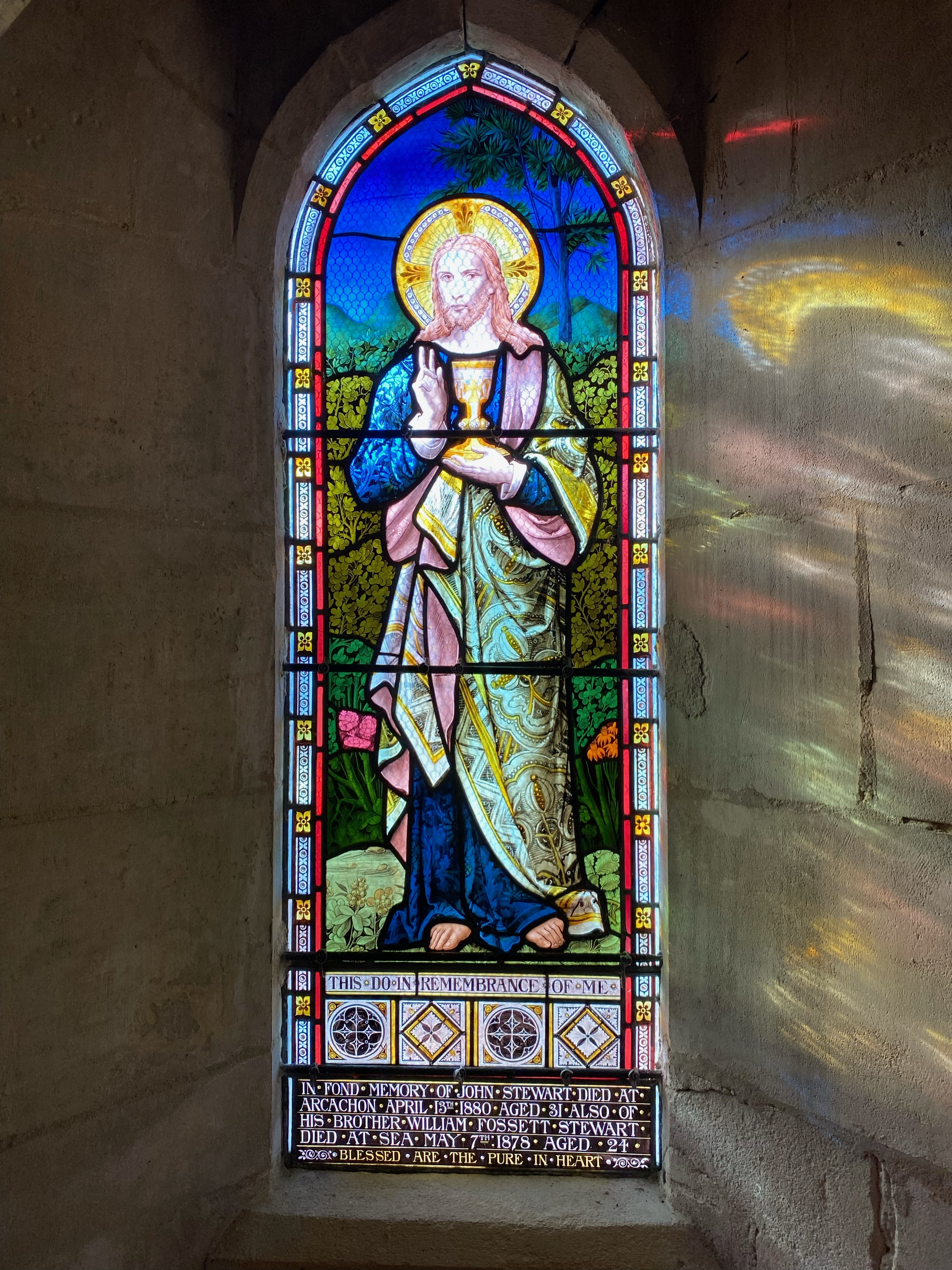
La Sainte-Cène.

Dans le chœur, les trois vitraux représente l'apôtre Thomas (éponyme de la chapelle), un Christ en gloire et l'apôtre Pierre. Il y a de simples vitraux colorés côté nord.

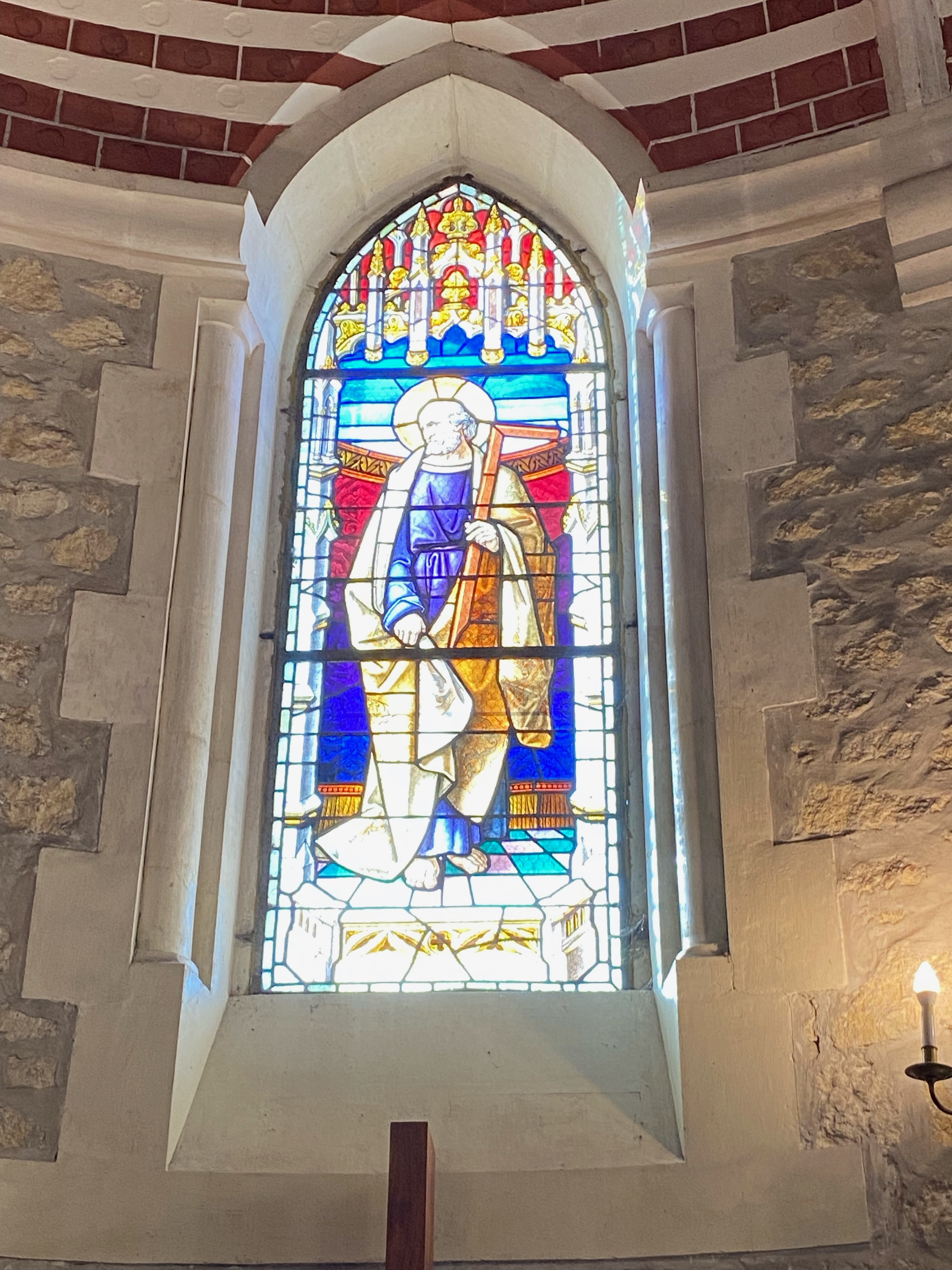
Thomas (apôtre).
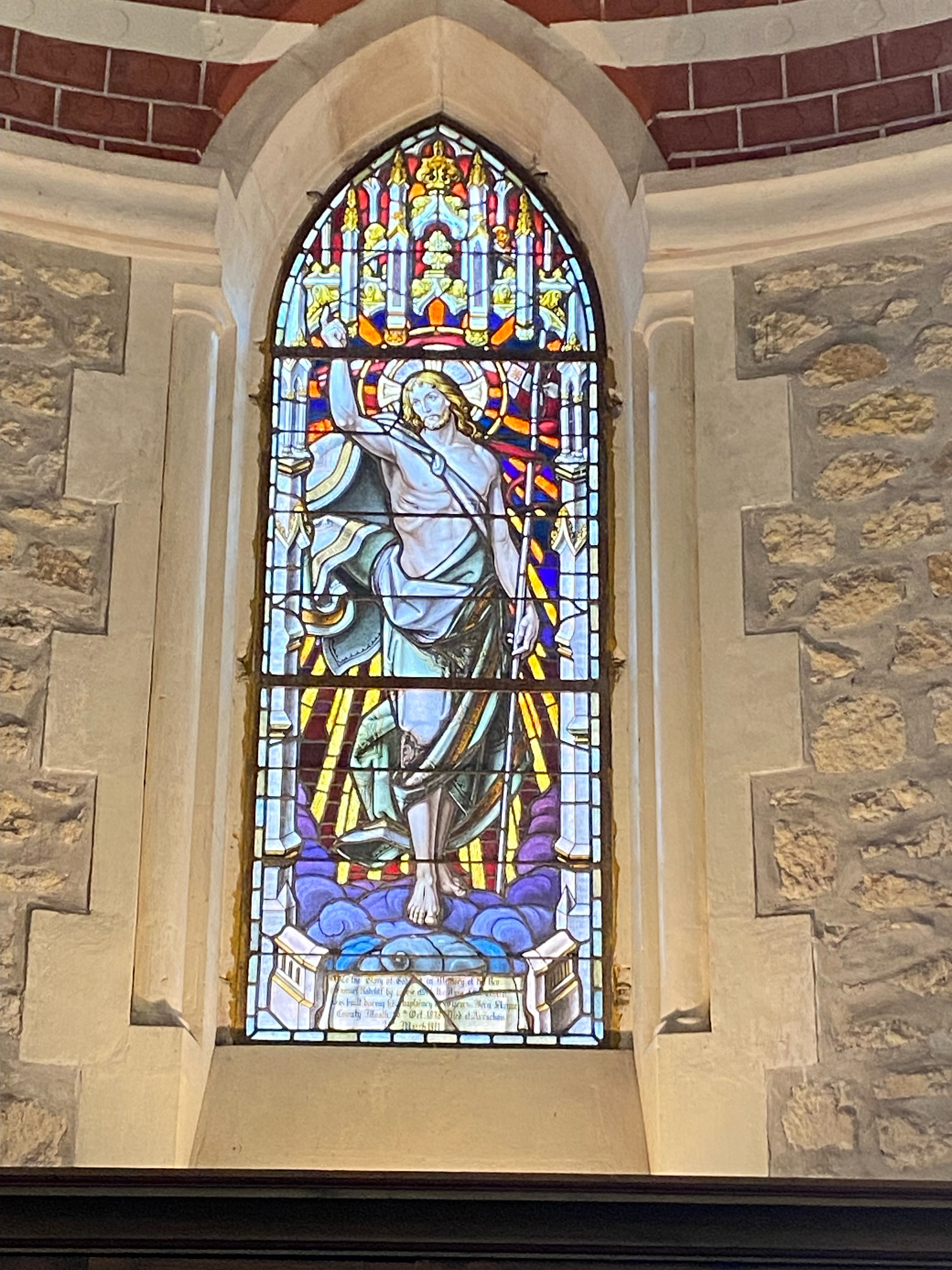
Christ en gloire.
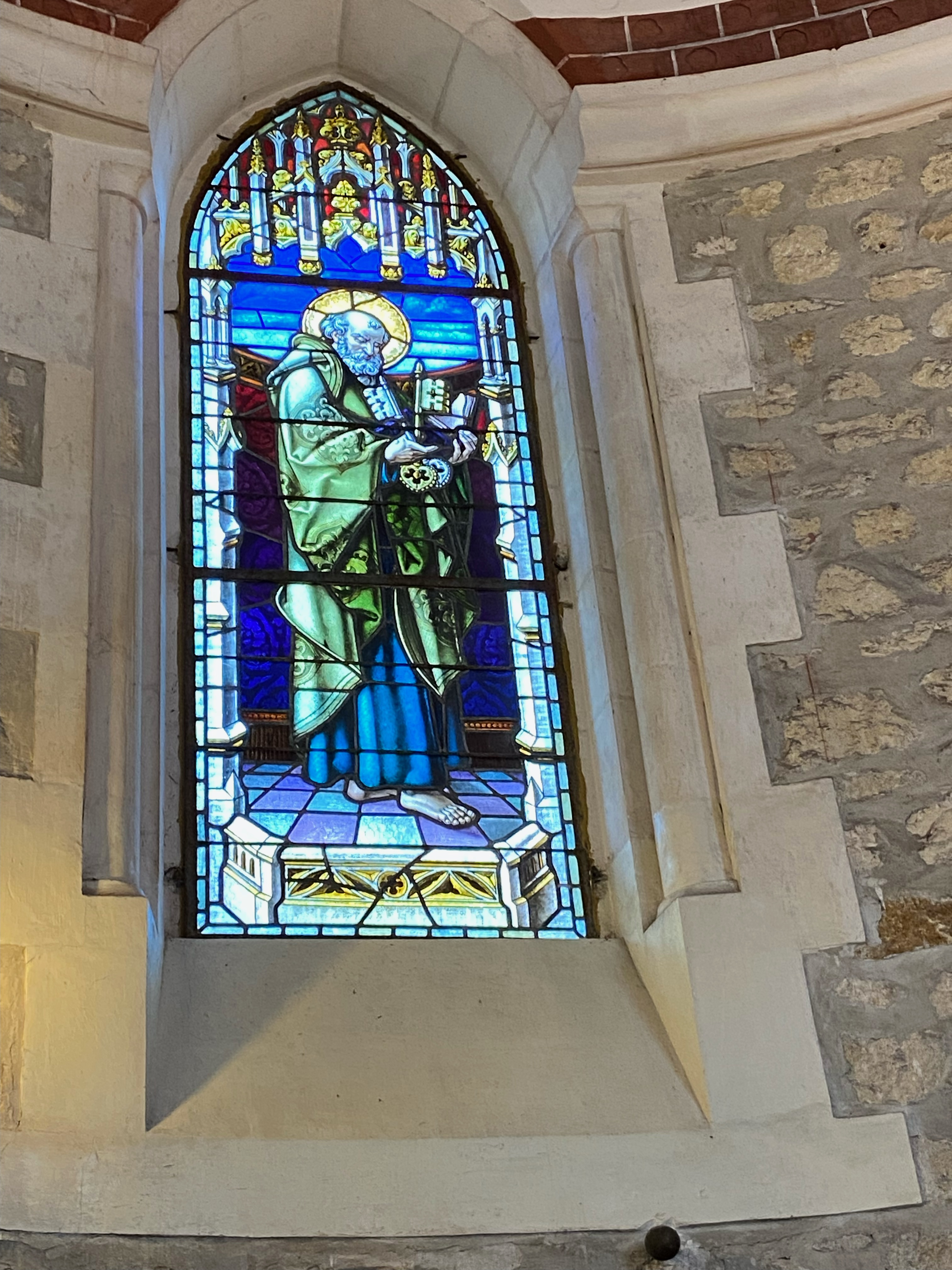
Pierre (apôtre).